# Sous-marin nucléaire

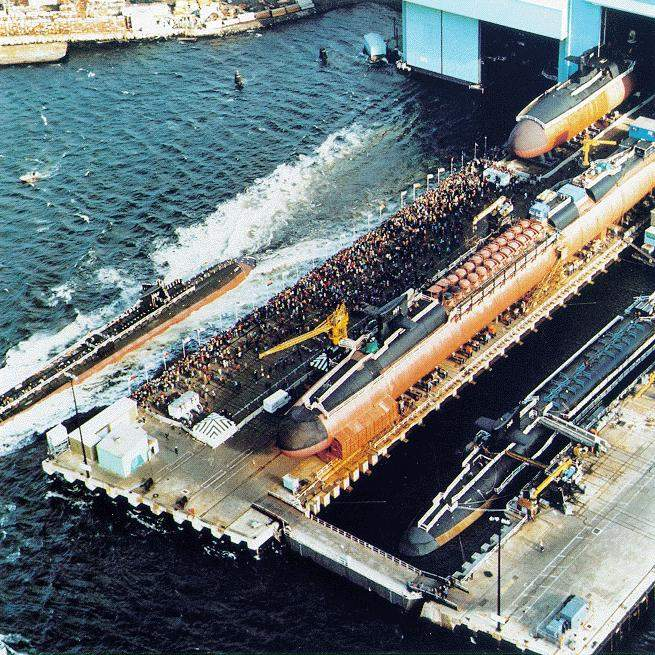
Lors du lancement du sous-marin nucléaire d'attaque (SNA) USS Phoenix (SSN-702) de la classe Los Angeles le 8 décembre 1979 au chantier naval Electric Boat de Groton, on distingue les trois premiers SNLE de la classe Ohio à divers stades d'achèvement.

Un sous-marin nucléaire est un navire sous-marin à propulsion nucléaire navale.

## Terminologie
L'expression sous-marin nucléaire, qui désigne la source d'énergie du navire, est parfois confondue avec la nature de son armement ; un sous-marin à armement nucléaire est plutôt désigné comme sous-marin nucléaire lanceur d'engins (SNLE). Les sous-marins nucléaires destinés à un rôle de chasse et de renseignement sont des sous-marins nucléaires d'attaque. Le premier a été le USS Nautilus (SSN-571) entré en service en 1955.

## Caractéristiques

Les sous-marins nucléaires sont exploités par les six pays en orange sur la carte en 2025. La Corée du Nord annonce en mars 2025 la construction d'un tel bateau.

Du fait de leur système de propulsion, leur autonomie est limitée essentiellement par la résistance de leur équipage et ses capacités de maintenance sans moyens extérieurs. 
Les records de vitesse et de plongée pour des sous-marins de combat sont détenus par des navires soviétiques ayant une coque en titane. Un bateau nommé successivement K-18/K-162 puis K-222 (code OTAN : classe Papa) a battu lors de ces essais le record officiel avec 44,7 nœuds (82,78 km/h) le 18 décembre 1970 et a atteint de manière non officielle 44,85 nœuds (83,06 km/h) le 30 mars 1971 et le record de plongée est atteint par le K-278 Komsomolets le 4 août 1984 avec une immersion à 1 027 m .
Les six SNLE du projet 941 « Akula » (code OTAN : Classe Typhoon) mis en service entre 1981 et 1989 et retiré en 2022 sont les plus imposants au monde avec un déplacement en surface d'environ 23 000 t.
La classe la plus prolifique a été la classe Los Angeles de l'United States Navy avec 62 unités mises en service entre 1976 et 1996.

## Classification
Les sous-marins nucléaires sont groupés selon leur utilisation dans trois grandes catégories. On distingue :
- le sous-marin nucléaire d'attaque (SNA) ;
- le sous-marin nucléaire lanceur d'engins (SNLE) ;
- le sous-marin nucléaire lanceur de missiles de croisière.

Il existe également des sous-marins nucléaires expérimentaux ou dédiés à des missions spéciales, tels le NR-1 américain retiré du service en 2008 et les trois classes de submersibles soviétiques puis russes équivalentes classés comme « station nucléaire de plongée profonde de 1er rang ».

### Sous-marin nucléaire d'attaque

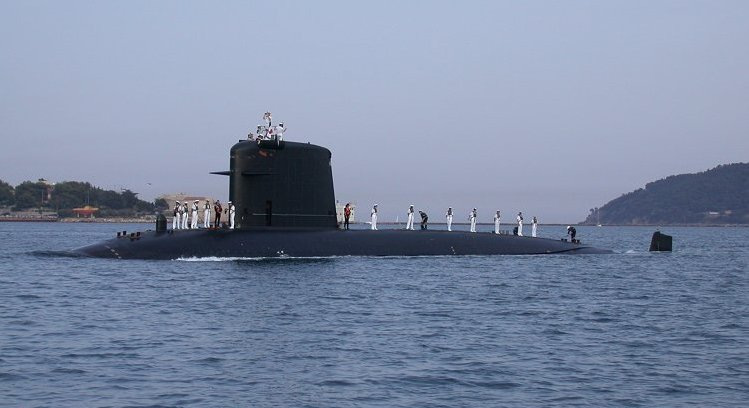
Le Saphir (S602) dans la rade de Toulon. La classe Rubis des Forces sous-marines françaises est la plus petite des SNA au monde.

Les sous-marins nucléaires d'attaque (SNA ou SSN) sont des sous-marins destinés à des missions de protection et de projection de puissance.

### Sous-marin nucléaire lanceur d'engins

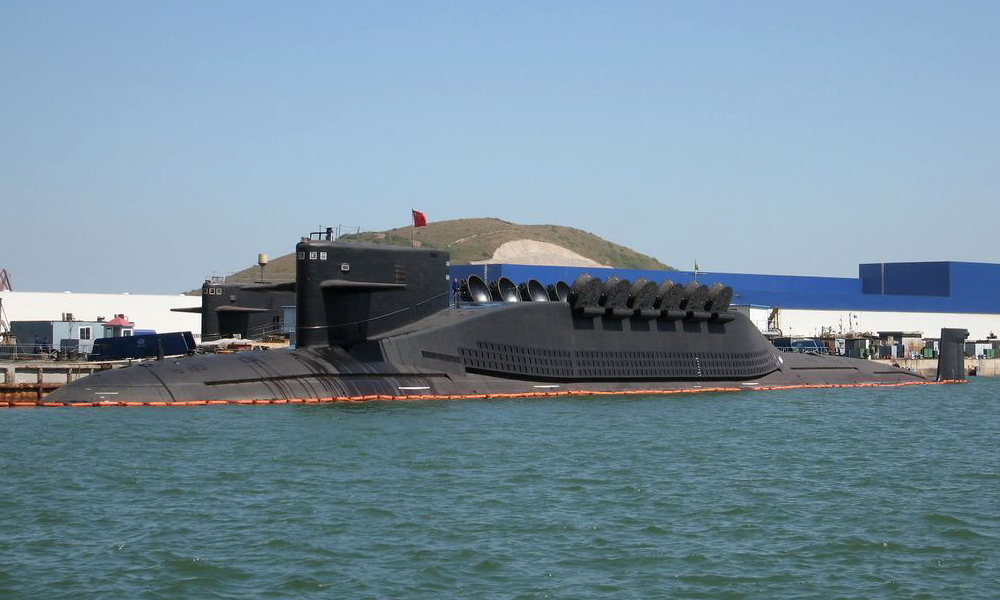
SNLE Type 094 de la marine chinoise avec ses puits de lancement ouvert.

Les sous-marins nucléaires lanceurs d'engins (SNLE ou SSBN) sont de très grande taille et dotés de divers types de missiles à changement de milieu aérodynamique, dont des missiles balistiques stratégiques à charge nucléaire. Ces missiles peuvent être lancés en plongée.
Ce type de sous-marin est un outil essentiel de dissuasion nucléaire : naviguant silencieusement près des côtes ennemies ou loin dans les océans selon la portée de leurs missiles, il permet une frappe nucléaire de riposte.

### Sous-marin nucléaire lanceur de missiles de croisière

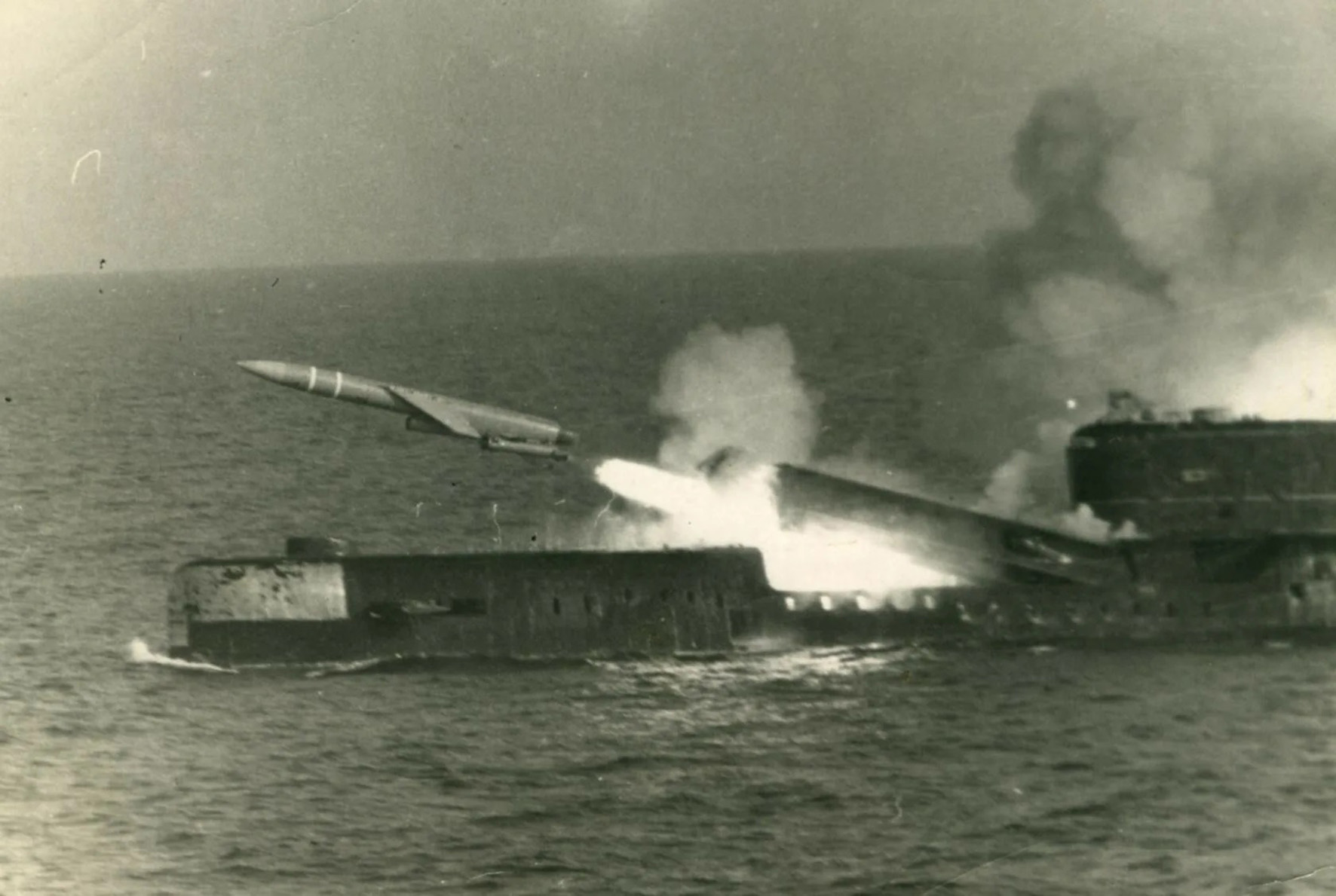
Tir d'un P-5 Piatiorka depuis un bateau de la classe Echo II de la marine soviétique.

Les sous-marins nucléaires lanceurs de missiles de croisière (SNA ou SSGN) sont destinés à la protection des forces navales et la projection de puissance.